# NGC 5169
NGC 5169 (другие обозначения — UGC 8465, MCG 8-25-4, ZWG 246.2, PGC 47231) — спиральная галактика позднего класса Scd в созвездии Гончих Псов на расстоянии около 38 Мпк.
Этот объект входит в число перечисленных в оригинальной редакции «Нового общего каталога».
Галактика входит в пару, вторым компонентом которой является эллиптическая (тип E0) или, возможно, линзовидная (тип S0) галактика NGC 5173. Расстояние между галактиками около 55 кпк  в проекции на картинную плоскость, угловое расстояние около 5 минут. Морфологически галактики не выглядят взаимодействующими. Пара находится на восточном краю небольшой группы галактик, ярчайшая из которых — эллиптическая NGC 5198.
В 3′ к востоку от галактики выявлено облако газа с массой около 1 млрд масс Солнца, не наблюдающееся в видимом диапазоне, т.е. не содержащее звёзд.